# Airliu
Airliu ist ein Dorf im Osten von Osttimor. Es liegt im Nordwesten des Sucos Com (Verwaltungsamt Lautém, Gemeinde Lautém), an der nördlichen Küstenstraße. Westlich befindet sich das Dorf Etepiti, östlich das Kap Ponta Camatara.